# Traité de Chaguaramas

Drapeau de la CARICOM

Le Traité de Chaguaramas est un accord international signé le 4 juillet 1973 dans la ville de Chaguaramas (Trinité-et-Tobago) entre le Guyana, la Jamaïque, la Barbade et le pays d'accueil. Il s'agit du traité fondateur de la Communauté caribéenne (CARICOM), qui compte actuellement : 
- quinze États membres[1] (Antigua-et-Barbuda, Bahamas, Barbade, Bélize, Dominique, Grenade, Guyana, Haïti, Jamaïque, Montserrat (territoire du Royaume-Uni), Saint-Christophe-et-Niévès, Sainte-Lucie, Saint-Vincent-et-les-Grenadines, Suriname et Trinité-et-Tobago)
- cinq États associés (territoires ultramarins du Royaume-Uni : Anguilla, Bermudes, îles Vierges Britanniques, Îles Caïmans, Îles Turques-et-Caïques)
- huit États observateurs (Colombie, République dominicaine, Mexique, Porto Rico, Venezuela et trois États autonomes du Royaume des Pays-Bas : Aruba, Curaçao et Saint-Martin)

Depuis 2012, la Guadeloupe, la Guyane et la Martinique sont candidates au statut d'État associé de la CARICOM. Aucune suite officielle n'a encore été donnée ; seule une décision d'« examiner la possibilité d'une politique d'élargissement de la CARICOM » a été formulée, fin février 2018, à l'issue de la 29e rencontre internationale de la conférence des chefs de gouvernement de la Communauté.

## États signataires
Les États signataires du traité sont au nombre de quinze. 
| États membres                   | Date de signature du traité    | Langue officielle | Position géographique | PIB en 2016 (milliards d'USD) |
| ------------------------------- | ------------------------------ | ----------------- | --------------------- | ----------------------------- |
| Barbade                         | 1973 (État fondateur)          | anglais           | Petites Antilles      | 4,588                         |
| Jamaïque                        | 1973 (État fondateur)          | anglais           | Grandes Antilles      | 14,03                         |
| Trinité-et-Tobago               | 1973 (État fondateur)          | anglais           | Petites Antilles      | 20,99                         |
| Guyana                          | 1973 (État fondateur)          | anglais           | Amérique du Sud       | 3,446                         |
| Bélize                          | 1974                           | anglais           | Amérique centrale     | 1,765                         |
| Haïti                           | 1997 (suspendu de 2004 à 2006) | français          | Grandes Antilles      | 8,023                         |
| Suriname                        | 1995                           | néerlandais       | Amérique du Sud       | 3,621                         |
| Antigua-et-Barbuda              | 1974                           | anglais           | Petites Antilles      | 1,449                         |
| Bahamas                         | 1983                           | anglais           | Caraïbes du Nord      | 9,047                         |
| Dominique                       | 1974                           | anglais           | Petites Antilles      | 0,525                         |
| Grenade                         | 1974                           | anglais           | Petites Antilles      | 0,96                          |
| Montserrat (Royaume-Uni)        | 1974                           | anglais           | Petites Antilles      | 0,063                         |
| Saint-Christophe-et-Niévès      | 1974                           | anglais           | Petites Antilles      | 0,916                         |
| Sainte-Lucie                    | 1974                           | anglais           | Petites Antilles      | 1,379                         |
| Saint-Vincent-et-les-Grenadines | 1974                           | anglais           | Petites Antilles      | 0,77                          |

## Contenu du traité

États membres en vert foncé ; États associés en vert clair ; États observateurs en vert olive

À la suite de la déclaration de Grande Anse en 1989, le traité est révisé en 2001 afin de prévoir la création d'un marché unique caribéen (le CSME, mentionné à 49 reprises dans le texte de 2001). Le préambule du traité effectue une synthèse des objectifs fondateurs de la CARICOM :
- le renforcement de l'intégration économique régionale par le biais d'un marché unique caribéen (CSME) ; la circulation sans restriction des capitaux, de la main-d'œuvre et de la technologie
- l'amélioration de la participation des populations et des partenaires sociaux dans l'intégration économique
- la promotion de la sécurité alimentaire et de la diversification structurelle, afin d'améliorer le niveau de vie de leurs populations
- la facilitation d'un accès équitable, pour les populations, aux ressources de la région
- la création de procédures et de services règlementaires et administratifs communs
- le développement d'une agriculture de marché respectueuse de l'environnement
- la diversification des transports terrestres, aériens et maritimes intra-régionaux et extra-régionaux
- la solidarité vis-à-vis des pays les moins développés de la Communauté
- la légitimité de la Cour de justice des Caraïbes et de la Charte de la société civile de juin 2015[5]